# 紀元前608年
紀元前608年（きげんぜん608ねん）は、西暦（ローマ暦）による年。紀元前1世紀の共和政ローマ末期以降の古代ローマにおいては、ローマ建国紀元146年として知られていた。紀年法として西暦（キリスト紀元）がヨーロッパで広く普及した中世時代初期以降、この年は紀元前608年と表記されるのが一般的となった。

## 他の紀年法
- 干支 : 癸丑
- 日本
  - 皇紀53年
  - 神武天皇53年
- 中国
  - 周 - 匡王5年
  - 魯 - 宣公元年
  - 斉 - 恵公元年
  - 晋 - 霊公13年
  - 秦 - 共公元年
  - 楚 - 荘王6年
  - 宋 - 文公3年
  - 衛 - 成公27年
  - 陳 - 霊公6年
  - 蔡 - 文侯4年
  - 曹 - 文公10年
  - 鄭 - 穆公20年
  - 燕 - 桓公10年
- 朝鮮
  - 檀紀1726年
- ユダヤ暦 : 3153年 - 3154年

## できごと

### 中国
- 晋が胥甲を衛に追放した。
- 斉の恵公と魯の宣公が平州で会合した。
- 魯が済西の田地を斉に割譲した。
- 楚軍が陳に侵入し、次いで宋を侵した。晋の趙盾が軍を率いて陳と宋を救援した。
- 宋・陳・衛・曹の軍が晋軍と棐林で合流し、鄭を攻撃した。
- 晋の趙穿が軍を率いて崇に侵攻した。